# Аккузово
Акку́зово (тат. Аккүз) — село в Актанышском районе Татарстана, административный центр Аккузовского сельского поселения.

## География
Село расположено в Западном Закамье на реке Сюнь, в 20 км к юго-западу от районного центра, села Актаныш.

## История
В 1816 году были учтены 97 башкир-вотчинников-булярцев, 78 башкир-припущенников из Енейской волости, 15 ревизских душ тептярей, припущенных «по договорам, данным от башкирцев 1750 майя 19 дня, в 1801 октября 15 числа годов из оброку». В 1834 году на 47 дворов приходилось 327 жителей, в том числе 45 тептярей, а в 1870 году в селе проживали 592 башкира.

В 1854 году башкиры-припущенники свидетельствовали:
«мы в доказательство вотчинного права своего в Енейской волости имеем данную предкам нашим грамоту, которая находится в руках одновотчинников наших башкир деревни Челнанарата, в том тамги приложили Абдулгафар Даутов, Мисбахитдин Рахметуллин, Нигаметулла Валитов, Фаткулла Муртазин, Мухаметсадык Валитов, Зейнулла Сагитов, Хамидулла Хибадуллин, Рахметулла Валитов, Мухамедияр Хабибуллин, Мухаметзян Рахметуллин, Мухаметнабий Рахметуллин таковы. Сказку отбирал управляющий кантоном хорунжий Султанов»
.
Согласно Подворной переписи 1912 года в Аккузево проживало 534 башкира-вотчинника, припустивших 405 башкир-енейцев и тептярей. Вотчинникам принадлежало 2544 десятин надельной земли, а припущенники владели наделом в 725 десятин.

## Население
| 1795 | 1859 | 1870 | 1884 | 1897 | 1906 | 1913 | 1922 | 1926 | 1938 | 1949 | 1958 | 1970 | 1979 | 1989 | 2002 | 2010 | 2015 |
| ---- | ---- | ---- | ---- | ---- | ---- | ---- | ---- | ---- | ---- | ---- | ---- | ---- | ---- | ---- | ---- | ---- | ---- |
| 55   | 522  | 592  | 733  | 906  | 918  | 939  | 890  | 792  | 695  | 511  | 487  | 596  | 493  | 354, | 291  | 255  | 221  |

Национальный состав
Согласно результатам переписи 2002 года, в национальной структуре населения села татары составляли 100%.

## Комментарии
1. ↑  Расстояние измерено с помощью инструментария Яндекс.Карты